# ۶۲۸ (قمری)
۶۲۸ (قمری)، ششصد و بیست و هشتمین سال در گاهشماری هجری قمری است. اول محرم این سال برابر با هشتم نوامبر سال ۱۲۳۰ میلادی است.